# بينيت منغوني
بينيت منغوني (بالإنجليزية: Bennett Mnguni)‏ (مواليد 18 مارس 1974) هو لاعب كرة قدم. يلعب مع منتخب جنوب أفريقيا لكرة القدم. سبق له أن لعب في كأس العالم لكرة القدم مع منتخب بلاده.

## روابط خارجية
- بينيت منغوني على موقع قاعدة بيانات كرة القدم.إي يو (الإنجليزية)
- بينيت منغوني على موقع ناشيونال فوتبول تيمز (الإنجليزية)